# Tour Elite
Ne doit pas être confondu avec Elite Residence.
 (janvier 2021).
L'Exchange Ramat Gan sont des gratte-ciels en construction à Ramat Gan, en Israël.
Donald Trump devait à l'origine s'occuper du projet initial de la Trump Plaza Tower, mais le, projet est récupéré par le Azorim Group sur le site historique de la Elite Candy Factory. L'achèvement de la tour Elite était initialement prévu en 2016,,. La même année, Azorim annonce l'annulation du projet de construction en raison du retard d'un permis de construire et le comité de district a repris le projet.
La Tour Elite laisse désormais place aux Exchange Towers avec un gratte-ciel culminant à 206 mètres faisant face à un autre gratte-ciel qui lui fait 198 mètres de hauteur. 